# Kranj
Kranj (Duits: Krainburg) is een stad in Slovenië. De stad ligt centraal in de regio Gorenjska (Duits: Oberkrain), die in het noordwesten van het land ligt, en is er de grootste stad van. Kranj ligt ongeveer tussen Ljubljana en de Oostenrijkse grens in, ten noordwesten van Ljubljana.
De stad Kranj heeft haar naam geleend aan de regio Kranjska (Duits: Krain, Latijn: Carniola), die Gorenjska, Dolenjska (Duits: Unterkrain), Bela Krajina (Duits: Weißkrain) en Notranjska (Duits: Innerkrain) omvat.
In 2012 had Kranj ongeveer 37.000 inwoners. Kranj ligt ongeveer 385 meter boven zeeniveau, aan de rivier de Sava, in bergachtig gebied, aan de voet van de Alpen. Een van de faculteiten van de universiteit van Maribor, de op een na grootste universiteit van Slovenië, is in deze stad gevestigd.
De internationale luchthaven van Brnik ligt op 7 kilometer afstand van Kranj.

## Geschiedenis van Kranj
Vroeger leefde de Keltische stam van de Carni hier. Later ging het deel uitmaken van het Romeinse Rijk. In de 6e eeuw n.Chr. vestigden Slovenen en ook Duitse kolonisten zich in de regio van Kranj. In de loop van de eeuwen werd het gebied overheerst door diverse rijken zoals het Habsburgse Rijk en Bohemen. Na de Eerste Wereldoorlog werd het onderdeel van het Koninkrijk Joegoslavië, tijdens de annexatie door Nazi-Duitsland in 1941-1945 werd het gebied toegevoegd aan de Ostmark en uiteindelijk bleef het na het uiteenvallen van de Joegoslavische federatie een deel van Slovenië. De Engelse en Italiaanse naam voor de regio Carniola is afkomstig van de oudere naam van de stad.

## Bezienswaardigheden
- Gorenjska Museum
- Sint Cantianuskerk
- Prešeren theater

## Plaatsen in de gemeente
Babni Vrt, Bobovek, Breg ob Savi, Britof, Čadovlje, Čepulje, Golnik, Goriče, Hrastje, Ilovka, Jama, Jamnik, Javornik, Kokrica, Kranj, Lavtarski Vrh, Letenice, Mavčiče, Meja, Mlaka pri Kranju, Nemilje, Njivica, Orehovlje, Pangršica, Planica, Podblica, Podreča, Povlje, Praše, Predoslje, Pševo, Rakovica, Spodnja Besnica, Spodnje Bitnje, Srakovlje, Srednja vas - Goriče, Srednje Bitnje, Suha pri Predosljah, Sveti Jošt nad Kranjem, Šutna, Tatinec, Tenetiše, Trstenik, Zabukovje, Zalog, Zgornja Besnica, Zgornje Bitnje, Žabnica, Žablje

## Geboren
- Zoran Thaler (1962), politicus
- Matjaž Florjančič (1967), voetballer
- Miran Pavlin (1971), voetballer
- Iztok Čop (1972), roeier
- Aleksandar Radosavljevič (1979), voetballer
- Luka Špik (1979), roeier
- Matic Osovnikar (1980), atleet
- Nejc Kajtazović (1982), voetbalscheidsrechter
- Žan Košir (1984), snowboarder
- Rok Perko (1985), alpineskiër
- Bojan Jokić (1986), voetballer
- Gašper Švab (1986), wielrenner
- Aleš Mertelj (1987), voetballer
- Luka Mezgec (1988), wielrenner
- Tanja Žakelj (1988), mountainbikester
- Jan Polanc (1992), wielrenner
- Peter Prevc (1992), schansspringer
- Cene Prevc (1996), schansspringer
- Ema Klinec (1998), schansspringster
- Sem Wensveen (1998), Nederlands tennisster en model
- Domen Prevc (1999), schansspringer
- Nika Prevc (2005), schansspringster

## Foto's

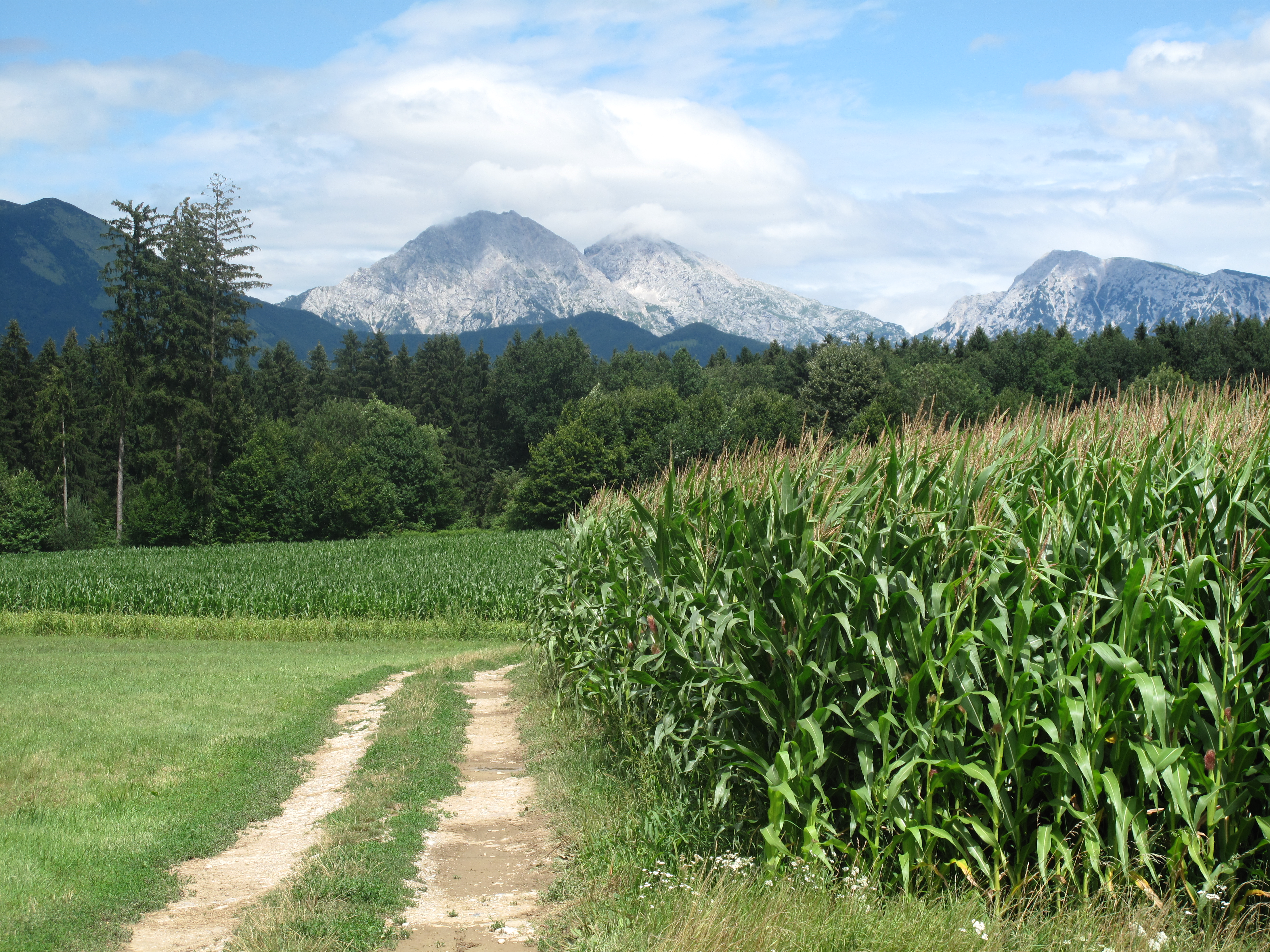
tussen Kranj en Naklo, panorama
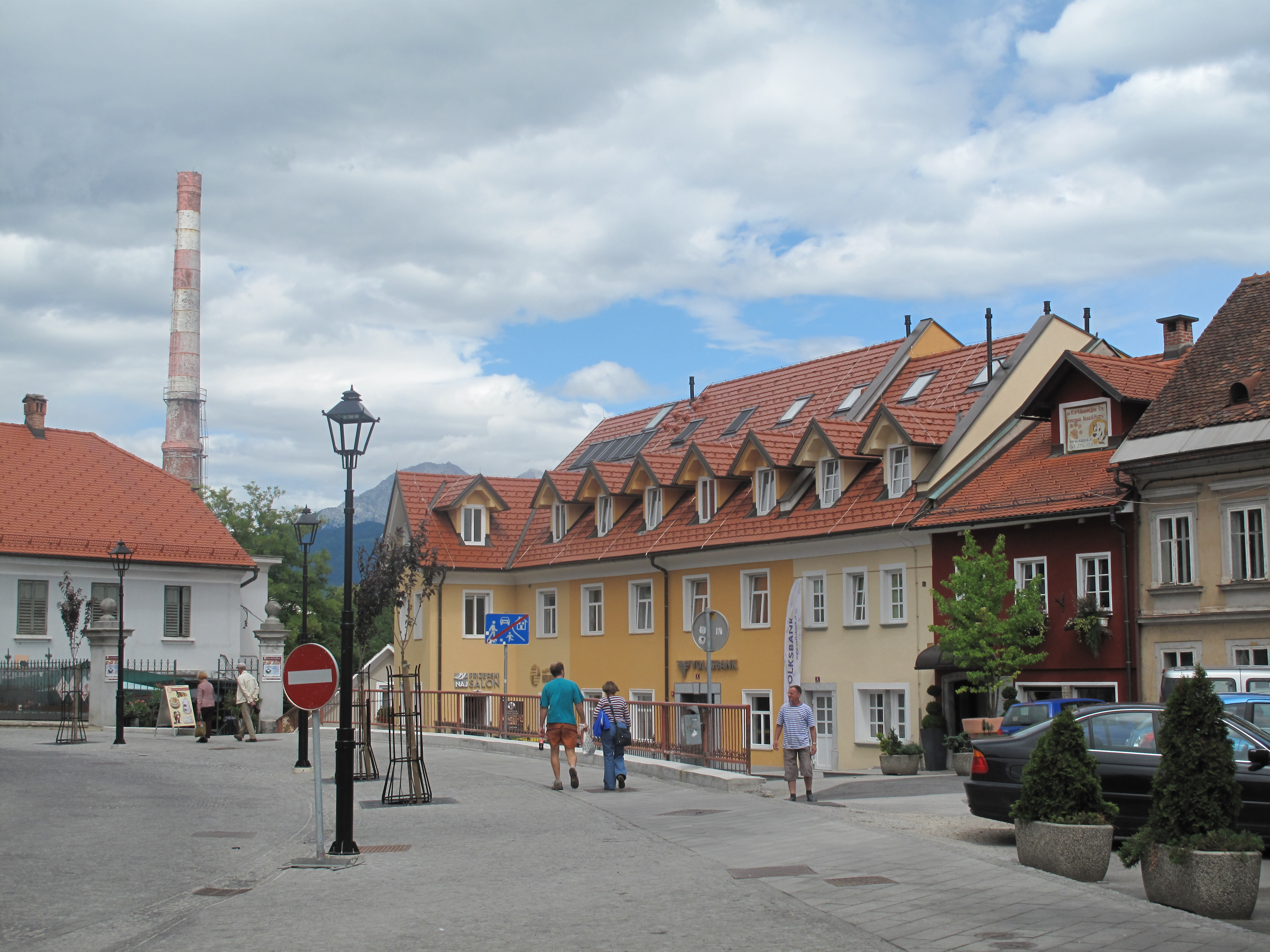
Kranj, straatzicht
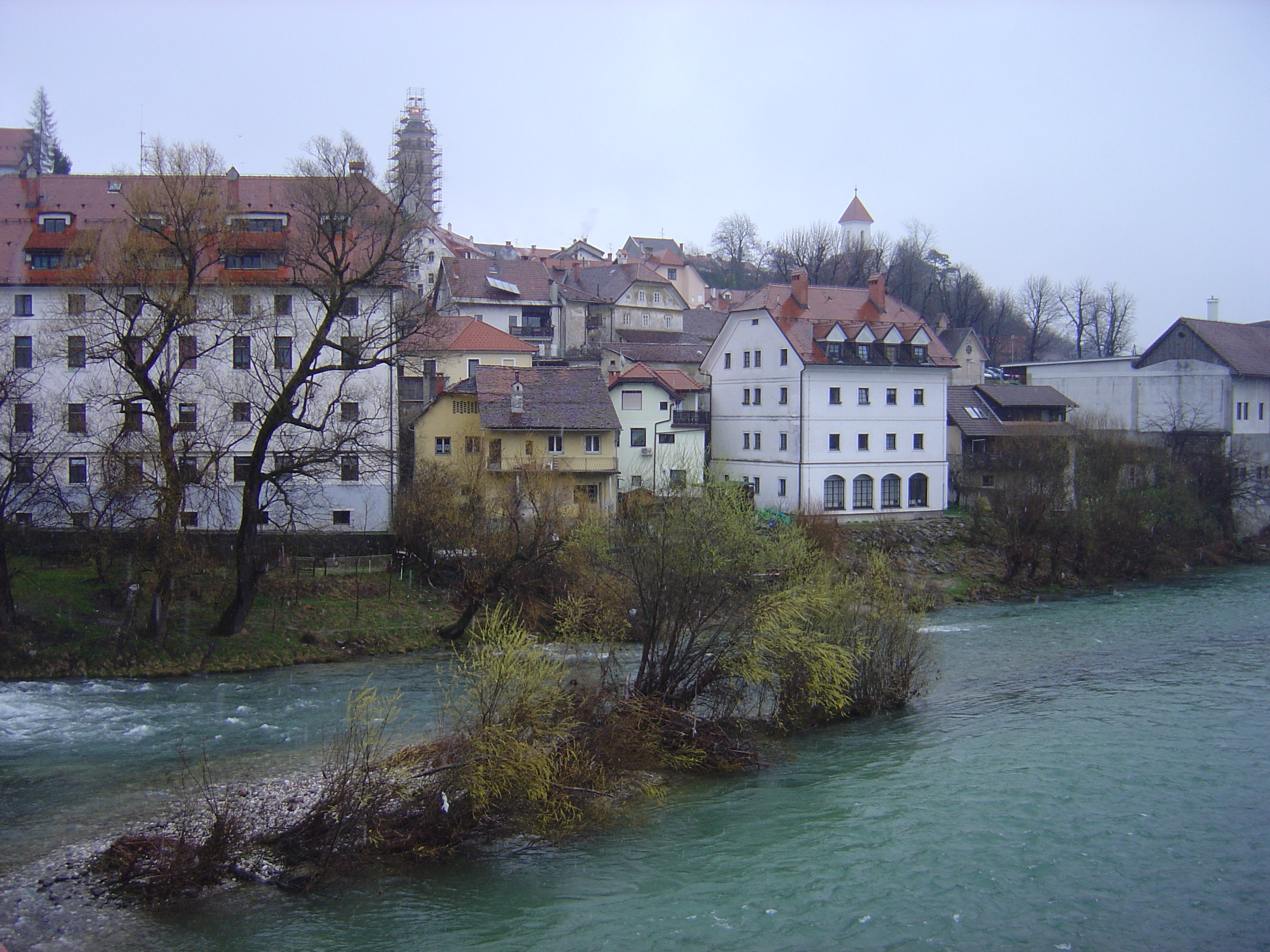
De rivier de Sava in Kranj
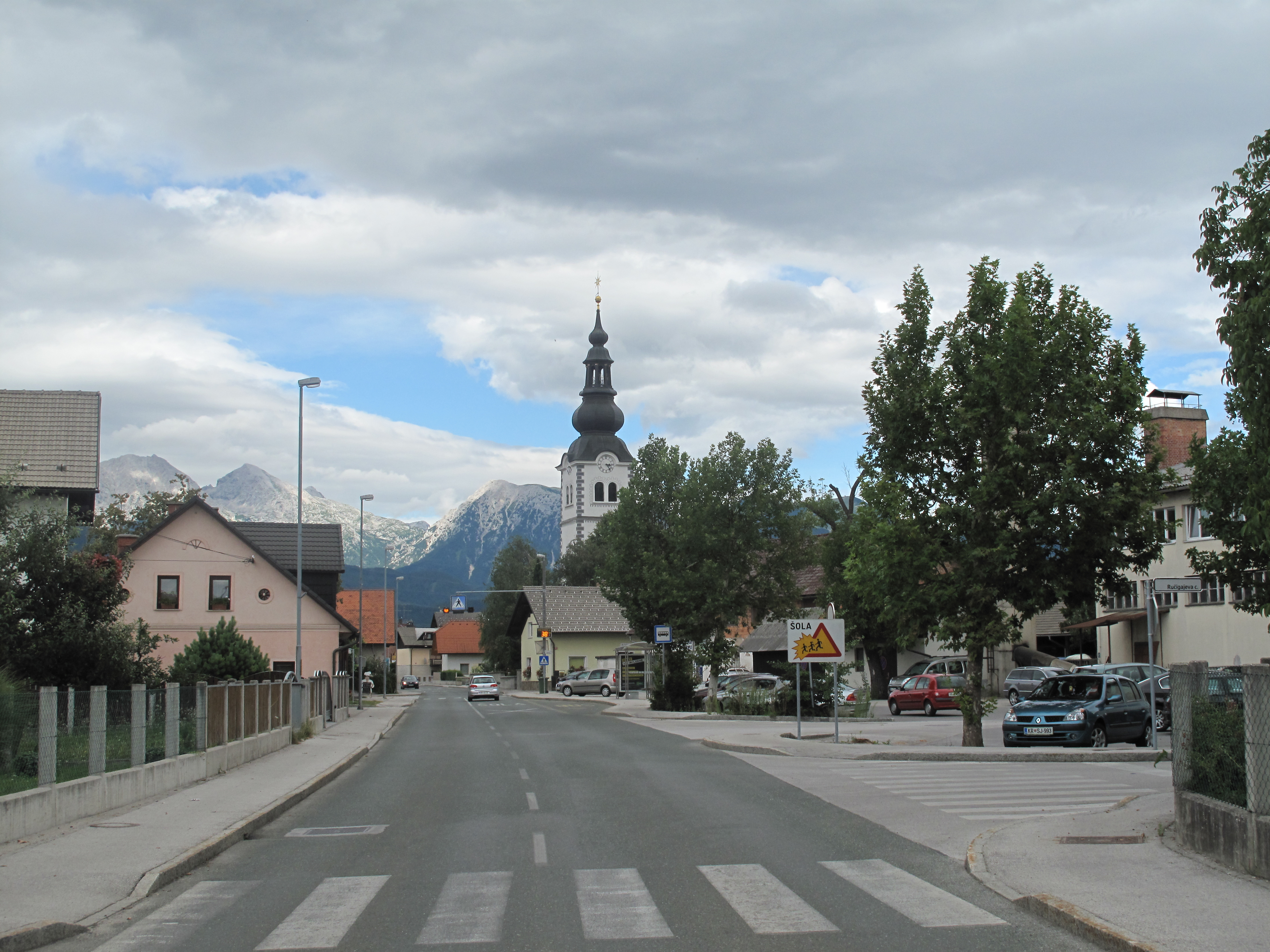
Kranj, straatzicht met kerk op weg naar Britof

Bled · Bohinj · Cerklje na Gorenjskem · Gorenja vas-Poljane · Jesenice · Jezersko · Kranj · Kranjska Gora · Naklo · Preddvor · Radovljica · Šenčur · Škofja Loka · Tržič · Železniki · Žiri · Žirovnica